# Щецинсько-кам'янська митрополія
Щецинсько-кам'янська митрополія — одна з 14 митрополій Римо-католицької церкви в Польщі. До її складу входять:
- Щецинсько-кам'янська архідієцезія
- Кошалінсько-колобрезька дієцезія
- Зеленогурсько-гожівська дієцезія

| Прапор Польщі | Це незавершена стаття про Польщу. Ви можете допомогти проєкту, виправивши або дописавши її. |